# Sandrine François
Sandrine François (Paris, 1980-) é uma cantora francesa que representou a França no Festival Eurovisão da Canção 2002.

## Biografia
As suas inspirações musicais iniciais foram Whitney Houston, Tracy Chapman e Aretha Franklin. Ela foi descoberta cantando num pub e foi convidada num programa de televisivo apresentado por  Mireille Dumas. A sua aparência levou a um contrato para gravar um disco e a trabalhar com  Erick Benzi que colaborou  com  (Jean-Jacques Goldman e  Céline Dion).
Em 2002, foi convidada pela televisão francesa para representar o seu país no Festival Eurovisão da Canção 2002, em Tallinn. Rick Allison, Marie-Florence Gros e Patrick Bruel escreveram a canção  "Il faut du temps" Ela alcançou um honroso 5.º lugar com 104 pontos.